# Octochaetidae
Octochaetidae ist der Name einer Familie von Wenigborstern in der Ordnung der Crassiclitellata (Regenwürmer im weiteren Sinne), die in Südamerika, Mittelamerika, Afrika und Asien verbreitet sind.

## Merkmale
Die Octochaetidae haben einen zylindrischen Körper, an dem dorsale Poren meist vorhanden sind. An jedem Segment sitzen 4 Paar Borsten.
Der Oesophagus bildet meist 1 bis 3 Kaumägen, während es im Mitteldarm keine Kaumägen gibt. Der Darmkanal besitzt auch Kalkdrüsen, während es nur bei wenigen Arten (in der Gattung Millsonia) Blinddärme gibt. Das geschlossene Blutgefäßsystem der Octochaetidae weist generell im Vorderteil des Körpers neben dem Rückengefäß ein ähnlich gebautes supra-oesophageales Gefäß auf. Die Nephridien sind nur teilweise ausgebildet (meronephridial).
Das Clitellum der Zwitter ist ring- oder sattelförmig und nimmt meist zwischen dem 12. und dem 18. Segment 6 bis 7 Segmente ein und ist selten länger, so in der Gattung Agastrodrilus etwa 30 Segmente. Eine Tubercula pubertatis fehlt, doch sind Genitalpapillen oder auch Porophoren generell vorhanden. Das Paar der männlichen Geschlechtsöffnungen sitzt meist im 18. Segment am hinteren Rand oder innerhalb des Clitellums. Die röhrenförmigen Prostatae haben einen zentralen Kanal und führen in 2 Paar Ausgängen im 17. und 19. Segment oder in einem Paar im 17., 18. und 19. Segment, dann in manchen Fällen zusammen mit den männlichen Ausgängen nach außen. In der Gattung Hoplochaetella führen 2 Paar männliche Poren und 2 Paar Prostata-Ausgänge im 18. und 19. Segment zusammen nach außen. In der Gattung Agastrodrilus gibt es 9 Paar männliche Geschlechtsausgänge. Die Receptacula seminis sitzen samt ihren Ausgängen vor den Hoden.

## Verbreitung, Lebensraum und Lebensweise
Die Octochaetidae sind in gemäßigten Zonen von Australasien sowie in den Tropen von Südamerika, Mittelamerika und Afrika, in Asien von Indien bis nach Myanmar verbreitet. Einige Arten der Gattung Dichogaster sind vom Menschen auch in andere Regionen verschleppt worden. Die Octochaetidae sind wie andere Crassiclitellaten Bodenbewohner und Substratfresser, welche die organischen Bestandteile des verschluckten Substrats verdauen.

## Gattungen
Die Familie Octochaetidae hat rund 30 Gattungen:
- Agastrodrilus Omodeo & Vaillaud, 1967
- Bahlia Gates, 1945
- Benhamia Michaelsen, 1889
- Benhamiona Csuzdi & Zicsi, 1994
- Calebiella Gates, 1945
- Celeriella Gates, 1958
- Dashiella Julka, 1988
- Dichogaster Beddard, 1888
- Erythraeodrilus Stephenson, 1915
- Eudichogaster Michaelsen, 1902
- Eutrigaster Cognetti, 1904
- Eutyphoeus Michaelsen, 1900
- Guineoscolex Csuzdi & Zicsi, 1994
- Herbettodrilus Julka, Blanchart & Chapuis-Lardy, 2004
- Hoplochaetella Michaelsen, 1900
- Howascolex Michaelsen, 1901
- Karmiella Julka, 1983
- Konkadrilus Julka, 1988
- Kotegeharia Julka, 1988
- Lennogaster Gates, 1939
- Mallehulla Julka, 1982
- Millsonia Beddard, 1894
- Monothecodrilus Csuzdi & Zicsi, 1994
- Neogaster Černosvitov, 1934
- Octochaetoides Michaelsen, 1926
- Octochaetus Beddard, 1893
- Omodeona Sims, 1967
- Pellogaster Gates, 1939
- Pickfordia Omodeo, 1958
- Priodoscolex Gates, 1940
- Ramiella Stephenson, 1921
- Ramiellona Michaelsen, 1935
- Rillogaster Gates, 1939
- Senapatiella Julka, Blanchart & Chapuis-Lardy, 2004
- Shimodrilus Julka, Blanchart & Chapuis-Lardy, 2004
- Trigaster Benham, 1886
- Wahoscolex Julka, 1988
- Wegeneriella Michaelsen, 1933
- Wegeneriona Černosvitov, 1939